# Bratrstvo Luny
Bratrstvo Luny („Gothic rock troubadours") – czeski zespół rocka gotyckiego powstały w 2006 roku w Kralupach nad Vltavą. Ze względu na pochodzenie i styl wykonywanej muzyki często porównywany do czeskiej legendy gotyku, grupy XIII Století.

## Historia
Historia zespołu rozpoczęła się jesienią 2006 roku, kiedy to dwóch czeskich artystów przyjmując pseudonimy Hrabě R.X.Thámo i Lord Darkthep rozpoczęło nagrywanie mrocznych utworów utrzymanych w stylu rocka gotyckiego i wydało swoje demo zatytułowane Gotická duše. Po przychylnym przyjęciu nakładem Lunart Records w roku 2008 ukazał się singiel Nomen Rosae. W tym samym roku zespół pojawił się też na kompilacji DVD zatytułowanej Shadows From Underground. Rok później zespół nagrał swój pierwszy album długogrający Goethit, bardzo dobrze przyjęty nie tylko w rodzinnych Czechach, ale też na polskim rynku muzycznym.
W roku 2010 zespół dał swój pierwszy publiczny koncert 5 maja w czeskim klubie muzycznym Futurum Music Bar, a w roku 2011 wydał swoją drugą płytę La Loba Ante Portas. Od tego momentu muzyka zespołu trochę zmieniła brzmienie, do typowego gothic rocka doszły elementy rocka progresywnego a nawet industrialne. Trend ten utrzymał się również na wydanym w 2014 roku kolejnym albumie zespołu zatytułowanym Carpe Diem.
12 listopada 2016 roku ukazał się dwupłytowy album Decade – Gotická duše 2006-2016 podsumowujący dziesięć lat działalności zespołu na scenie muzycznej.
Zespół gościł w Polsce 24 lipca 2011 roku podczas osiemnastej edycji festiwalu Castle Party w Bolkowie oraz 4 sierpnia 2012 roku podczas trzeciej edycji Moonfog Festival we Wrocławiu.

## Styl muzyczny i działalność
Muzyka zespołu Bratrstvo Luny to typowy rock gotycki z elementami rocka progresywnego oraz industrialu. Odrębną kwestią jest ich działalność sceniczna, tu duże znaczenie dla zespołu ma też ich image. W koncertach zespołu biorą udział znani artyści czeskiej sceny, same występy są aranżowane jak widowisko teatralne, koncerty aranżują i organizują wizażyści, fotografowie i graficy, każdy taki pokaz bywa wręcz szekspirowskim teatrem.
Poza działalnością stricte muzyczną, zespół jest organizatorem cyklicznego festiwalu „Magická Noc Trubadúrů“ o podtytule „Musica – Magia – Theatrum“ odbywającego się co dwa lata w teatrze KaSS Vltava w Kralupach nad Vltavą w Czechach. Pierwsza edycja odbyła się 12 listopada 2012 roku, druga 18 października 2014 roku, a kolejna 12 listopada 2016. Podczas tego festiwalu, udział biorą m.in. polskie zespoły takie jak Artrosis, Digital Angel czy Deathcamp Project, a główną gwiazdą jest czeskie XIII Století.
Zespół wydaje też własne czasopismo muzyczne zatytułowane Trubadúr, które choć powiązane muzycznie z festiwalem porusza też ogólne tematy muzyczne sceny gotyckiej.

## Skład zespołu

### Podstawowy
- Hrabě R.X.Thámo – teksty
- Lord Darkthep – muzyka

### Współpraca
- Tomáš Kobdzey Kašpar – perkusja, instrumenty klawiszowe
- Maestro Xpíl – śpiew, melorecytacje
- Zdeněk Midiman Tvrdík – instrumenty klawiszowe
- Jirka Haik Hájek – gitara basowa
- Piotr Pšotek – gitara
- Petter Pluto Guthe – gitara, instrumenty klawiszowe

## Dyskografia[15]
- 2007 – Gotická duše (demo)
- 2008 – Nomen Rosae singiel)
- 2009 – Goethit (album)
- 2011 – La Loba Ante Portas – Signum Diabolicum (album)
- 2014 – Carpe Diem (album)
- 2016 – Decade – Gotická duše 2006-2016 (podwójny album)